# Municipi d'Odsherred
El municipi d'Odsherred és un municipi danès de la Regió de Sjælland que va ser creat l'1 de gener del 2007 com a part de la Reforma Municipal Danesa, integrant els antics municipis de Dragsholm, Nykøbing-Rørvig i Trundholm. El municipi és situat a l'oest de l'illa de Sjælland, a l'oest del fiord d'Ise (Isefjorden), abastant una superfície de 355 km².
La ciutat més important és Nykøbing Sjælland (5.225 habitants el 2009) i la seu administrativa del municipi és a Højby (1.506 habitants el 2009). Altres poblacions del municipi són:
- Asnæs
- Egebjerg
- Fårevejle Kirkeby
- Fårevejle Stationsby
- Grevinge
- Havnebyen
- Herrestrup
- Hørve
- Høve
- Kelstrup
- Moseby
- Ordrup Strand
- Øster Lyng
- Rørvig
- Stårup
- Strandhuse
- Svinninge (Odsherred)
- Vig

## Consell municipal
Resultats de les eleccions del 18 de novembre del 2009:
| Partit                       | vots | % vots |
| ---------------------------- | ---- | ------ |
| Socialdemokratiet            | 6052 | 33.6   |
| Det Radikale Venstre         | 544  | 3.0    |
| Det Konservative Folkeparti  | 672  | 3.7    |
| Retsforbundet                | 34   | 0.2    |
| Socialistisk Folkeparti      | 1981 | 11.0   |
| Odsherred-Listen             | 657  | 3.7    |
| Dansk Folkeparti             | 1981 | 11.0   |
| Venstre                      | 5755 | 32.0   |
| Enhedslisten - De Rød-Grønne | 322  | 1.8    |

### Alcaldes
| Alcalde     | Període               | Partit            |
| ----------- | --------------------- | ----------------- |
| Finn Madsen | 1-1-2007 a 31-12-2009 | Socialdemokratiet |
|             | 1-1-2010 a 31-12-2013 |                   |